# Robin Kester
Robin Kester (Groningen) is een Nederlandse muzikante en songwriter uit Rotterdam. Haar muziekstijl wordt vaak vergeleken met die van Beth Gibbons en Weyes Blood.
Haar debuutalbum Honeycomb Shades (2023) werd door NRC en de Volkskrant uitgeroepen tot het beste Nederlandse album van het jaar en genomineerd voor de 3voor12 Award. De plaat werd geprezen om de gelaagde productie, subtiele instrumentatie en de manier waarop Kester persoonlijke thema’s als verlies en vervreemding weet te vangen in melancholische, dromerige klanken.

## Eerste ep en tournee
In 2018 kwam de ep Peel the Skin uit bij het Amsterdamse muzieklabel AT EASE. Het jaar daarop ging ze mee op tournee als voorprogramma van de Ierse band Villagers. In 2020 volgde bij hetzelfde label het mini-album This is not a Democracy (gecoproduceerd door Moss-frontman Marien Dorleijn) waar onder andere Conor 'O Brien op meewerkte. Het mini-album werd door de redactie van 3voor12 Utrecht verkozen tot beste album van 2020. Het album kreeg vier sterren in De Volkskrant.
In 2022 kwam er nieuwe muziek uit. De singles Cat 13 en Leave Now gingen in première op BBC 6 Music, en werden allebei track van de week in De Volkskrant.

## ESNS enPress Play
In 2021 stond Robin Kester op Eurosonic Noorderslag. Op 5 mei 2021 werd ze genomineerd voor de Zilveren Notekraker. In 2022 werd een demoversie van haar nummer Day is Done gebruikt in de Amerikaanse film Press Play. Ook stond ze in maart 2022 op het Amerikaanse showcasefestival SXSW in Texas. In oktober 2022 was ze support act van de Britse rockband Muse (op voorspraak van zanger Matt Bellamy) in Carré.

## Honeycomb Shades
Begin 2023 stond Robin Kester wederom op Eurosonic Noorderslag. In februari verscheen het debuutalbum Honeycomb Shades, dat 11 nummers telt. Het album kwam wederom in samenwerking met Marien Dorleijn tot stand en werd in diens studio in de bossen van Den Dolder voltooid. Het werd zeer positief besproken in onder andere De Volkskrant, Parool, OOR, Trouw en NRC. In maart en april 2023 deden Robin Kester en Amber Arcades een gezamenlijke tournee langs diverse Nederlandse poppodia, die in NRC en de Volkskrant werd gewaardeerd met vier-sterren-recensies. In de zomer van 2023 speelt ze onder andere op het Valkhof Festival tijdens de Vierdaagsefeesten in Nijmegen en op Pinkpop. Het album werd genomineerd voor de 3voor12 Award voor het beste album van 2023, haalde de 'Eindlijst' (twintig beste albums, #20) van OOR en de lijst van de veertig beste albums (#16) in de Volkskrant. NRC riep Honeycomb Shades uit tot beste Nederlandse album van 2023.

## Discografie

### Ep's
- Peel the Skin (2018)

### Mini-albums
- This is not a Democracy (2020)
- Patch (2024)

### Albums
- Honeycomb Shades (2023)
- Dark Sky Reserve (komt uit op 12 septmber 2025)

Singles
- Blossom (Moss Rework) (2019)
- Remove and Delete (2020)
- Suspirium (Live) (2020)
- Day is Done (2020)
- The Dirt (2020)
- Cigarette Song (2020)
- Sweat and Fright (2020)
- Sliding Door/ Sun (met Kaap) (2021)
- Leave Now (2022)
- Cat 13 (2022)
- Infinity Song (2022)
- Blinds (2022)
- Shape Memory (2023)
- Long Dark Sleep (2023)
- Small Christmas Tree (2024)
- Departure (2025)
- Happy Sad (It's a Party) (2025)
- An Hour Per Day (2025)
- The Daylight (2025)
- Perspective (2025)

### Prijzen
- 29 december 2020: 3voor12 Utrecht Award voor beste album van het jaar.